# Heighley
Heighley est un château médiéval situé près de Madeley (Staffordshire). Le site est classé aux bâtiments protégés de grade II. Propriété privée, il n'est pas ouvert au public.

## Histoire
Il a été construit par Henry de Audley (en) au XIIIe siècle. 